# Математическая шутка

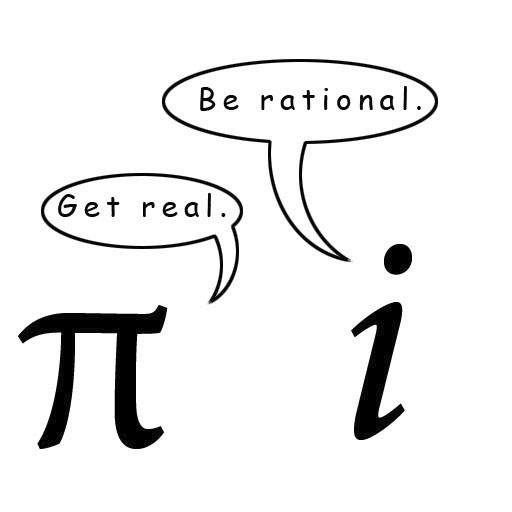
Математическая шутка

Математическая шутка — фраза или небольшой текст юмористического содержания, который опирается на аспекты математики или стереотипы о математике. Юмор может определяться игрой слов или двойным смыслом математического термина. Эти шутки часто непонятны для тех, кто не обладает математическим складом ума. Относится к научному юмору.

## Каламбурные шутки
Некоторые шутки используют математические термины, второе значение которых не является техническим.
Вопрос: Что является пурпурным и коммутативным?
Ответ: Абелева виноградина.

## Шутки на основе систем счисления
На свете существует 10 типов людей: те, кто понимает двоичную систему счисления, и те, кто не понимает.
Эта шутка основана на том, что математические выражения, как и выражения в естественных языках, могут иметь несколько значений. Как и в других шутках, основанных на игре слов, юмор получается за счёт неоднозначного смысла, и в этом случае выражение 10 в двоичной системе счисления равно десятичному числу 2.
— Почему математики всегда путают Хэллоуин и Рождество?
— Потому что 31 Oct = 25 Dec.
Юмор заключается в сходстве сокращений в английском языке октября (october) / восьмеричной системы счисления (octal) и декабря (december) / десятичной системы счисления (decimal), и совпадения, что эти два представления равны (318 = 3 * 8 + 1 = 2 * 10 + 5 = 2510).

## Шутки на основе математических рассуждений
Множество двусмысленных шуток применяет математические рассуждения в ситуациях, когда они не являются совсем верными. Многие из них основаны на комбинации основных логических конструкций, таких как силлогизмы:
| Предпосылка I:  | Знание — сила (англ. Power).      |
| Предпосылка II: | Власть (англ. Power) развращает.  |
| Вывод:          | Таким образом, знания развращают. |
Ещё одно множество шуток связано с отсутствием математических рассуждений или неправильным толкованием обычных обозначений:
{\displaystyle \left(\lim _{x\to 8^{+}}{\frac {1}{x-8}}=\infty \right)\Rightarrow \left(\lim _{x\to 3^{+}}{\frac {1}{x-3}}=\omega \right)}
То есть, так как предел функции при х стремящемся к 8 слева равен знаку бесконечности (который похож на повёрнутую восьмёрку), то таким же образом, получается что при х стремящемся к 3, предел справа равен повёрнутой тройке (которая похожа на омегу, стандартное обозначение первого бесконечного ординального числа).
{\displaystyle {\frac {d}{dx}}(x)={\frac {1}{x}}x=1}
«d» из первой части уравнения будут сокращены и останется только сократить переменную x, получив 1. Однако в действительности промежуточный результат математически не верен, так как «d» является не алгебраическим выражением, а оператором.
День святого Валентина в 2012 году отменяется.
Доказательство: 14-02-12 = 0
Шутка основана на форме представления календарной даты и арифметическом действии — вычитании. Ноль же известен как нечто отсутствующее.

## Стереотипы о математиках
Некоторые шутки основаны на стереотипном представлении о математиках как о людях, склонных мыслить сложными, абстрактными терминами, в результате чего они теряют контакт с реальным миром.
Многие сравнивают математиков с людьми других профессий, в основном, с физиками, инженерами. Шутка обычно показывает, что другие учёные занимаются полезной деятельностью, в то время как математики делают «менее полезные» вещи. Пример:
Физик, биолог и математик сидят в уличном кафе, наблюдая за тем, как люди заходят и выходят из дома на противоположной стороне улицы. Сперва они видят, как два человека вошли в дом. Прошло немного времени. После того как они заметили, что три человека вышли оттуда, физик говорит: «Измерение не точное». Биолог говорит: «Они, должно быть, породили одного человека». Математик говорит: «Если в дом зайдёт ещё один человек, то будем считать его пустым».
Имеется в виду расчет математика: 2 [зашедших] - 3 [вышедших] = -1 [оставшихся]. Если зайдёт еще один, то будет: -1 [оставшийся] + 1 [зашедший] = 0 [внутри], то есть пусто.
Шутки также высмеивают привычки, присущие математикам, такие как чрезмерное использование слова «очевидный».